# Postrzedni Groń
Postrzedni Groń (763 m n.p.m.) – szczyt w Paśmie Baraniej Góry i Skrzycznego w Beskidzie Śląskim. Znajduje się w bocznym, wschodnim grzbiecie Gańczorki. Jego południowy stok opada do potoku Gańczarka, zachodni do jego dopływu, północno-wschodni i wschodni do potoku Janoszka.
Postrzedni Groń znajduje się we wsi Kamesznica w województwie śląskim, w powiecie żywieckim, w gminie Milówka. Jest obecnie w dużym stopniu porośnięty lasem, ale dawniej był prawie bezleśny, na większej części jego stoków były pastwiska, które po zaprzestaniu wypasu stopniowo zarastają lasem. Ostała się jeszcze duża polana na grzbiecie po północno-zachodniej stronie szczytu. Jest na niej kilkudomowe osiedle Berkówki. Na polanie u południowych podnóży Postrzedniego Gronia jest osiedle Tabaczyska.